# Reines d'Afrique et héroïnes de la diaspora noire
Reines d'Afrique et héroïnes de la diaspora noire est un livre de Sylvia Serbin, publié en 2004 aux Éditions Sépia.
L'auteur s'intéresse à des figures féminines ayant marqué l'histoire de l'Afrique et de sa diaspora. Dans cette fresque historique qui s'étend de l'Antiquité au début du XXe siècle, Sylvia Serbin, journaliste et historienne, présente vingt-deux portraits de reines (Reine Pokou de Côte d'Ivoire, Ranavalona III de Madagascar, Ndeté Yalla du Sénégal, Ana Nzinga d'Angola), de femmes d'influence (Néfertiti d'Égypte, Efunroye Tinubu du Nigeria), de résistantes (la résistante Solitude de Guadeloupe), mais aussi des prophétesses, guerrières ou mères de héros.

## Analyse
Pour Jeune Afrique, la variété des portraits proposés va à l'encontre des stéréotypes sur « la femme africaine » ou « la femme » tout court. L'apport de l'autrice est non seulement la rédaction des portraits de ces femmes petit à petit invisibilisées par l'Histoire, mais aussi leur inscription dans la société dans laquelle elles évoluent : traditions, mœurs, contexte politique, mais aussi aspects plus intimes qui sont reconstruits. 